# 漳溪礁
9°50′N 114°28′E / 9.833°N 114.467°E
漳溪礁位于南沙群岛九章群礁南部边缘，扁参礁西南约1.4海里，西南距屈原礁约3.8海里。为一座暗礁。1983年公布名称为漳溪礁。西方文献称为“Jones Reef”。